# 뤼첸 전투 (1813년)
뤼첸 전투는 1813년 5월 2일 벌어진 전투로 러시아에서 프랑스군이 대패한 이후 거침없이 진격하던 제6차 대프랑스 동맹군의 일원이었던 프로이센과 러시아 연합군을 함정에 빠트려 격파한 전투이다. 러시아군의 사령관 표트르 비트겐슈타인 공(Prince Peter Wittgenstein)은 나폴레옹의 라이프치히(Leipzig) 공격을 무위로 돌리기 위해 독일의 뤼첸(Lützen)에서 나폴레옹의 군대를 공격하였다. 치열한 격전 끝에 프로이센-러시아 연합군은 퇴각했으나, 프랑스군에는 기병대가 별로 없었기 때문에 퇴각하는 프로이센-러시아 연합군을 추격하여 타격을 줄 수 없었다.

## 서막
1812년 나폴레옹은 러시아를 원정하였다가 대패를 당했다. 이에 프랑스의 황제 나폴레옹 1세에 대항하는 새로운 동맹이 결성되자, 나폴레옹 1세는 황급히 병력을 집결 시켰다. 이 군대의 병력은 200,000명이 넘는 거대한 규모였지만 대부분이 신병들로 이루어져 있어 이들을 훈련시키는데 상당한 어려움이 뒤따랐다. 설상가상으로 전마(傳馬)까지 부족했다. 이 모두는 다 러시아 원정 때문이었다. 대참패로 끝난 러시아 원정에서 프랑스군은 많은 숙련병이 전사하고, 전마들 역시 죽어버렸기 때문이다. 이런 군대를 이끌고 나폴레옹은 라인강을 넘어 독일로 향했고, 구 대육군의 잔당들과 합류한 후, 대프랑스 동맹이 제대로 형태를 갖추기 전에 재빨리 이를 분쇄시키려 하였다. 4월 30일 나폴레옹은 할레(Saale)강을 건너 세 개의 종대로 부대를 편성한 다음 근위대를 앞세워 라이프치히로 진군했다. 나폴레옹의 목적은 대프랑스 동맹군의 취약점을 노려 적군을 분산시키고 이들이 합류하기 전에 각개 격파하는 것이었다. 그러나 경험 없는 기병대와 형편없는 정찰부대로 인해 나폴레옹은 비트겐슈타인과 폰 블뤼허 백작(Graf von Blücher)이 지휘하는 프로이센과 러시아군 73,000명이 프랑스군의 우익에 해당하는 남쪽에서 합류했다는 정보를 입수하지 못했다. 네 원수(Marshal Ney) 휘하의 군단은 라이프치히로 가는 도중 뤼첸에서 적에게 기습을 당했다. 전쟁 전날 밤 나폴레옹의 원수 장바티스트 베시에르 원수(Jean-Baptiste Bessières)는 리파흐(Rippach) 근교를 정찰하는 도중 유탄에 맞아 흉부 전체가 짓뭉게진채 전사했다.

## 전투
나폴레옹은 1632년 구스타프 아돌프와 발렌슈타인이 격돌했던 1632년의 전장을 방문하고 막료들과 함께 전장 곳곳을 둘러보며 1632년의 격전의 현장에 대하여 이야기를 나누었다. 그러던 중 나폴레옹은 포탄소리를 들었고, 서둘러 옛 전장을 탐방하는 신선놀음을 멈추고 포탄 소리가 들리는 방향으로 말을 달려 나아갔다. 현장에 도착하자 나폴레옹은 재빠르게 상황을 파악할 수 있었고, 프랑스 군단을 미끼로 함정을 파 놓을 계획을 세웠다. 나폴레옹은 네 원수에게 전투를 벌이는 와중에 뤼첸 쪽으로 퇴각할 것을 명했다. 그러는 동안 나폴레옹은 퇴각한 네에게 지원군을 보내 도시의 남부에 위치한 두 마을 근교에서 강력한 방어태세를 취해 적을 견제하도록 했다. 이렇게 준비를 끝마치자 군단의 나머지는 이들 군단 쪽으로 서서히 물러나기 시작했고, 이에 속아 넘어간 동맹군은 공격을 하며 전진하기 시작했다. 이 와중에 나폴레옹은 친히 110,000명의 프랑스군을 이끌고 동맹군의 측면을 공격하여 반격을 개시하였다.
비트겐슈타인과 블뤼허는 프랑스군의 미끼를 물었고, 나폴레옹이 미리 준비한 덫에 걸리기 전까지 네 원수 휘하의 군단에 공세를 가했다. 한번 동맹군의 돌격이 주춤해지자 나폴레옹은 미리 준비한 함정을 발동시킬 절호의 기회를 잡아 공격을 개시했다. 나폴레옹은 네를 지원함과 동시에 대규모 포병대(Grande Batterie;대 포병대)를 모아 비트겐슈타인의 본대에 강력한 포격을 쏟아 넣었다. 나폴레옹 본인은 황제 근위대를 이끌고 동맹군 측면에 돌격을 개시했다. 비트겐슈타인과 블뤼허는 아우스터리츠(Austerlitz) 정도 되는 완패를 당할 위기에 처했다. 그러나 경험도 없는데다가 하루종이 계속된 진군과 전투에 지쳐버린 프랑스군은 패주하는 프로이센 - 러시아 연합군을 쫓을 기력이 없었다. 더욱이 밤이 다가와 주위에 어둠이 깔리기 시작했고, 이를 틈타 동맹군은 궤주상태에서 벗어나 무사히 퇴각할 수 없었다. 프랑스군은 앞서도 말했듯이 전마가 부족하여 기병대가 별로 없었기 때문에 추격을 계속할 수가 없었다. 이 전투에서 양측은 각각 20,000명 정도의 사상자를 냈다고 하며 어느 쪽의 피해가 더 컸는지는 아직도 논쟁거리이다. 그러나 양측의 사상자 규모야 어찌 되었든 간에 황혼이 질 무렵 비트겐슈타인과 블뤼허는 퇴각했고, 나폴레옹은 뤼첸과 그 근교를 장악할 수 있었다.

## 영향
동맹군은 운이 좋았다. 만약 전투가 일찍 시작되어 나폴레옹의 군대가 좀 더 활기에 넘치고 추격할 시간적 여유를 가지고 있었더라면 뤼첸 전투는 두 번째 아우스터리츠 전투가 되었을 것이다. 그러나 다행히 전투가 늦게 시작되어 나폴레옹은 프로이센 - 러시아 연합군을 추격할 수 없었고, 프랑스군의 결정적이고 전략적인 승리가 될 수 있었던 이 전투는 사소하고, 전술적인 승리로 변하고 말았다. 비트겐슈타인과 블뤼허는 드레스덴(Dresden)으로 퇴각하였다. 동맹군이 보기에 뤼첸에서 보여준 나폴레옹의 힘은 여전히 두려운 것이었다. 동맹군은 트라첸베르크 작전 (Trachtenberg Plan)이라는 새로운 전략을 도입하였다. 이는 나폴레옹의 본대와는 싸움을 피하고 하위 부대를 찾아내어 각개격파 함으로써 프랑스군을 약화시키는 작전이었다. 이렇게 프랑스군을 약화시키는 동안 동맹군은 황제 나폴레옹을 상대로 그가 다시는 일어서지 못하도록 격파할 대군을 모으기로 하였다.
뤼첸 전투 와중에 프로이센의 장군 중에서 가장 현명하고 유능한 장군 중 하나이며 당시 러시아군에서 비트겐슈타인의 막료 장으로 활약하고 있던 게르하르트 폰 샤른호르스트(Gerhard von Scharnhorst)는 부상을 당했다. 비록 이 부상은 경미한 것이었지만 우왕좌왕하는 퇴각 와중에 상처가 깊어졌다. 샤르호스트는 이 와중에 상처에 감염까지 되어 결국 사망하고 만다.

## 참조
- The Encyclopedia Of Military History: From 3500 B.C. To The Present. (2nd Revised Edition 1986), R. Ernest Dupuy, and Trevor N. Dupuy. pg 760